# شهرستان کینگسبری (داکوتای جنوبی)
شهرستان کینگسبری، داکوتای جنوبی (به انگلیسی: Kingsbury County, South Dakota) یک سکونتگاه مسکونی در ایالات متحده آمریکا است که در داکوتای جنوبی واقع شده‌است.

## خصوصیات
شهرستان کینگسبری ۲٬۲۳۷ کیلومترمربع مساحت دارد.